# Gerhard Hadert
Gerhard Hadert (* 3. Juli 1901 in Roßlau (Elbe); † 2. Januar 1977 in Potsdam)  war ein deutscher Maler und Grafiker.

## Leben
Gerhard Hadert kam Anfang der zwanziger Jahre als Malergehilfe nach Nowawes und studierte ab Oktober 1921 bis Juni 1926 an der Berliner Hochschule für Bildende Kunst unter der Direktion von Bruno Paul und Hans Poelzig. Zum Ende seines Studiums war er beteiligt an der Ausmalung des Zuschauerraums der Städtischen Oper Charlottenburgs. Im Anschluss an sein Studium hatte Hadert eine Dozentur an der Heeresfachschule in Stettin. Der bekannte Architekt Hans Pölzig berief Hadert 1932 als Professor für Wandmalerei an die Berliner Hochschule. Nach der Machtübernahme der Nationalsozialisten verlor er sein Amt und war bis zu seiner Einberufung freiberuflich tätig.
Nach dem Krieg blieb Hadert Potsdam treu und stellte 1946 und 1951 in Potsdam seine Werke aus. Bei der Fertigstellung eines Wandbildes kam es zu einem Konflikt mit dem Künstlerverband, in dessen Folge sich Hadert völlig aus der Öffentlichkeit zurückzog. In den letzten 25 Jahren seines Lebens entwickelte Hadert eine ihm eigene Maltechnik, die er Reliefmalerei nannte. Die Bilder entstanden durch wiederholtes Auftragen von Ölfarbe in einzelnen Farbtupfern, an manchen Bildern arbeitete Hadert fast zwanzig Jahre. Ein halbes Jahr vor seinem Tod hatte Hadert eine letzte große Ausstellung auf der Freundschaftsinsel in Potsdam.

## Ausstellungen und Retrospektiven (Auswahl)
- 1930: Ausstellung pommerscher Künstler im Stettiner Museum
- 1936: Olympiade-Ausstellung in Berlin
- 1941: „Gäste des Vereins Berliner Künstler“ in Berlin
- 1946: „Potsdamer Künstler“ im neueröffneten Haus des Kulturbundes in Potsdam
- 1949: Brandenburgische Landesausstellung
- 1973: Berlin im Institut für baugebundene Kunst[2]
- 1976: Retrospektive auf der Freundschaftsinsel Potsdam[3][4]

## Sammlungen
Mehrere seiner Arbeiten sind im Besitz des Potsdam Museums.